# متلازمة جريسيل

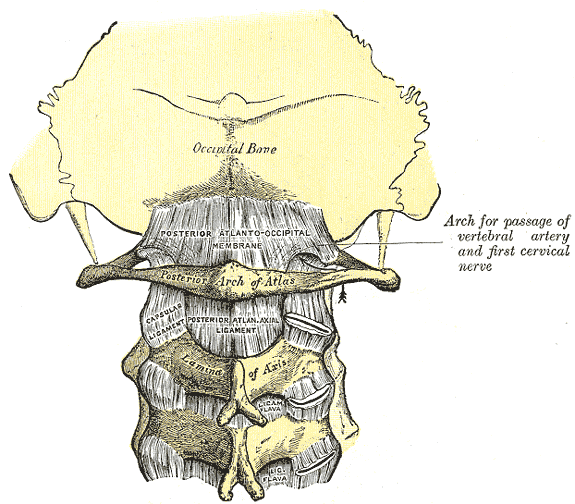
رسم من الخلف للمفصل الفهقي المحوري atlanto-axial joint

متلازمة جريسيل (بالإنجليزية: Grisel's syndrome)‏ هي خلع جزئي غير رضحي للمفصل الدوار: «الفهقي المحوري» (بالإنجليزية: atlanto-axial joint)‏ الواقع في الجزء العلوي من الرقبة بين الفقرتين العنقيتين الأولى والثانية (الأطلس والمحور). وهذا الخلع ناجم عن التهاب في الأنسجة المجاورة. هذا المرض النادر يصيب عادة الأطفال. يتقدم المرض تدريجياً إلى آلام في الحلق والرقبة وتصلب الرقبة ثم يتبعها أعراض من الجهاز العصبي مثل ألم أو تنميل يشع إلى الأذرع. في الحالات القصوى، يمكن أن تؤدي متلازمة جريسيل إلى الشلل الرباعي أوحتى الموت بسبب فشل حاد في الجهاز التنفسي.
متلازمة جريسيل غالبا ما تتبع التهاب الأنسجة الرخوة في الرقبة مثل حالات عدوى الجهاز التنفسي العلوي حول اللوزة أو خرَّاجات خلف البلعوم. الالتهابات التي تستتبع بعض إجراءات الجراحة المعينة مثل اللحمية يمكن أن تؤدي أيضا إلى هذه الحالة في الأفراد المعرضين للإصابة مثل الذين يعانون من متلازمة داون.

## الفيزيولوجيا المرضية
الفيزيولوجيا المرضية هي: استرخاء «الرباط المستعرض» للمفصل «الفهقي المحوري» (بالإنجليزية: atlanto-axial joint)‏.

## التشخيص
يمكن التشخيص باستخدام فيلم الأشعة السينية العادي وكذلك الأشعة المقطعية على الرقبة/الفقرات العنقية. 
الأطفال الذين يعانون من متلازمة داون لديهم أصلا تراخي الأربطة مما يجعلهم عرضة لهذا المتلازمة. في حالات محددة لهؤلاء الأطفال، قد يتطلب الأمر التصوير قبل إجراء العملية من أجل تقييم مخاطر المضاعفات المتوقعة بعد إجراءات هذا القطع والاستئصال.

## العلاج
العلاج المبكر أمر بالغ الأهمية لمنع «العقابيل» (بالإنجليزية: Sequela)‏ طويلة الأمد.
يشمل العلاج:
- الأدوية المضادة للالتهابات.
- عدم تحريك الرقبة.
- بالإضافة إلى علاج سبب العدوى (إن وُجد) مع المضادات الحيوية المناسبة.

التدخل الجراحي قد يكون مطلوبا لتثبيت أي شئ متبقي من عدم استقرار المفصل.

## وصلات خارجية
- ميلان الرقبة عند الأطفال. [1]